# Francisco Vicente Xavier Furtado Castro do Rio e Mendonça
Francisco Vicente Xavier Furtado de Castro do Rio de Mendonça (nascido em 10 de julho de 1728) foi o 5.º visconde de Barbacena.
A «Historia Genealogica da Casa Real», de D. António Caetano de Sousa donde se extraem apontamentos sobre sua família, sobretudo dos tomos VII e XII, 2.ª parte, foi escrita antes do falecimento do 4º Visconde seu pai.
Casou em 1742 com D. Maria Antónia Gertrudes de Mendonça, filha do 4.º conde de Vale de Reis. Seria 6.º visconde e 1.º conde de Barbacena seu filho Luís António Furtado de Castro do Rio de Mendonça e Faro.
Seu filho mais jovem foi António Maria Furtado de Castro do Rio e Mendonça, nascido em Sacavém, termo de Lisboa, moço fidalgo por alvará de 20 de janeiro de 1766, livro 19 das mercês de D. José I, folhas 502, e fidalgo por alvará de 14 de dezembro de 1776, livro 1 das mercês de D. Maria I de Portugal, folhas 277.
Faleceu em Barbacena a 10 de março de 1790 e foi sepultado na Capela da Srª do Paço.